# Gmina Poljčane
Poljčane – gmina w Słowenii. W 2010 roku liczyła 4572 mieszkańców.

## Miejscowości
Miejscowości wchodzące w skład gminy Poljčane:

- Brezje pri Poljčanah
- Čadramska vas
- Globoko ob Dravinji
- Hrastovec pod Bočem
- Krasna
- Križeča vas
- Ljubično
- Lovnik
- Lušečka vas
- Modraže
- Novake
- Podboč
- Poljčane – siedziba gminy
- Spodnja Brežnica
- Spodnje Poljčane
- Stanovsko
- Studenice
- Zgornje Poljčane